# كارل إميل وايلد
كارل إميل وايلد هو سياسي سويسري، ولد في 27 يونيو 1856، وتوفي في 17 فبراير 1923.